# Bettenach
Bettenach ist eine Wüstung auf Gebiet der Gemeinde Lausen BL. Der heute nicht mehr bekannte Siedlungsname (1329 erwähnt) lässt auf eine Siedlung schliessen, die am Standort einer Villa aus römischer Zeit entstand.
Bestätigt wird die Annahme durch den Fund einer römischen Wasserleitung. Aus frühmittelalterlicher Zeit sind Grubenhäuser und eine Grabkapelle nachgewiesen, an deren Stelle spätere Kirchenbauten erstellt wurden. Obwohl das Dorf um 1200 verlassen wurde, steht die Lausener Kirche bis heute hier.